# Battleground 2: Gettysburg
Battleground 2: Gettysburg est un jeu vidéo de type wargame développé et publié par  TalonSoft en 1995 sur PC. Il est le deuxième opus de la série Battleground. Il se déroule pendant la guerre de Sécession et simule la bataille de Gettysburg.

## Accueil
| Battleground 2: Gettysburg |      |       |
| Média                      | Pays | Notes |
| Computer Gaming World      | US   | 4/5   |
| GameSpot                   | US   | 85 %  |
| Gen4                       | FR   | 3/5   |
| Joystick                   | FR   | 90 %  |
| PC Gamer US                | US   | 90 %  |
| PC Team                    | FR   | 93 %  |

En 1996, Battleground 2: Gettysburg dépasse les 60 000 exemplaires vendus.